# Glauco Segovia
Glauco Segovia Zamora (Vergara, Treinta y Tres, 5 de febrero de 1927 - 1986) fue un político uruguayo perteneciente al Partido Colorado.

## Carrera
Militante en la Lista 15 de Luis Batlle Berres. Fue elegido diputado para el periodo 1955-1959. Pero el 10 de enero de 1958 renuncia para asumir como el último Ministro del Interior colorado antes del advenimiento del primer colegiado blanco; fue por tanto el encargado de comunicar los resultados de la elección a la ciudadanía. Es reelecto diputado para el periodo 1959-1963, destacándose como opositor al Colegiado de mayoría blanca. En el siguiente periodo, 1963-1967, ocupa un escaño senatorial.
En 1965, tras el fallecimiento de Luis Batlle Berres, Segovia participa en las elecciones internas de la Lista 15, pero su agrupación resulta derrotada por un joven Jorge Batlle Ibáñez. Se separa formando el Frente Colorado de Unidad. El mismo, además, lo impulsa como candidato a la Intendencia Municipal de Montevideo, para lo cual recibió también el respaldo de la Unión Colorada y Batllista de Oscar Gestido. De hecho, Segovia fue uno de los artífices de la alianza que llevaría a la fórmula Gestido-Pacheco a la presidencia. Así, en las elecciones de 1966 es electo al mismo tiempo senador e intendente, optando por este segundo cargo.
Entre sus controvertidas propuestas de corte populista, estuvo la de rescindir la concesión al Club de Golf del enorme parque en Punta Carretas para construir viviendas, idea que no prosperó. También decretó la intervención de AMDET, servicio descentralizado municipal de transporte, lo que le acarreó que la oposición blanca le promoviese un juicio político.
Su gestión al frente de la Intendencia fue entonces más bien breve, renunciando a los pocos meses. Fue designado embajador en Francia, cargo del que fue removido por Juan María Bordaberry, a pedido de los militares. Al frente de la intendencia fue sucedido por Carlos Bartolomé Herrera, y posteriormente por Oscar Víctor Rachetti.
| Predecesor: Concejo Departamental | Intendente de Montevideo 15 de febrero de 1967-16 de octubre de 1967 | Sucesor: Carlos Bartolomé Herrera |